# アラビア文字拡張A

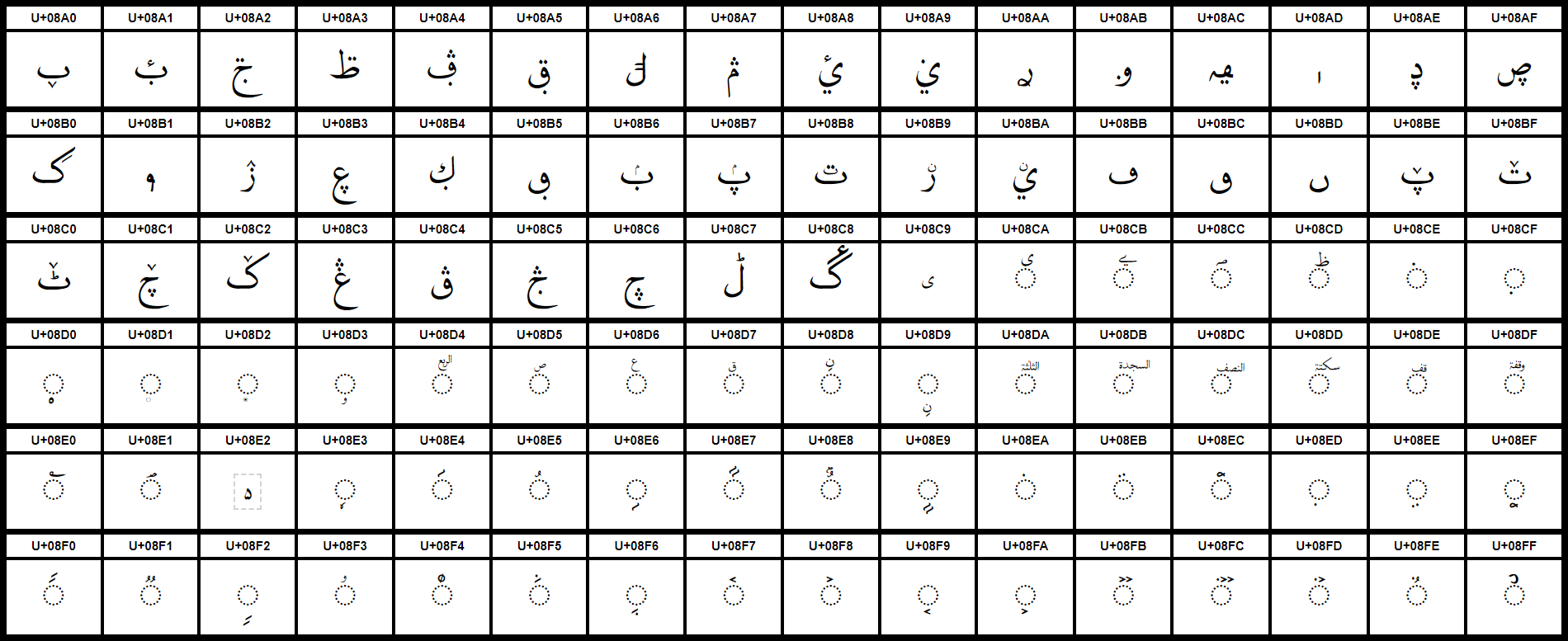

アラビア文字拡張A（アラビアもじかくちょうA、英語: Arabic Extended-A）は、Unicodeの22個目のブロック。

## 解説
アラビア文字のうち、アラビア文字、アラビア文字補助のいずれのブロックにも含まれていない文字を収録している。ミャンマーの少数民族であるロヒンギャが話すロヒンギャ語や、フラニ語の方言であるアダマワ・フルフルデ語やハウサ語、ウォロフ語などの西アフリカ地域の諸言語、パキスタンやインド、アフガニスタンなどの南アジア地域で話されるパンジャーブ語やバルティ語、アルウィー語、ヨーロッパや中央アジアで話される諸言語用の拡張文字、イスラム教の聖典であるクルアーンを記述する際に用いられる記号などが含まれている。
通常のアラビア文字同様に子音字のみを記述するアブジャドで、右から左に横書き（右横書き）し、単語の位置によって独立形・語頭形・語中形・語末形の４つの形状に変化する。なお、文字の語内位置による字形変化を説明する場合はゼロ幅接合子(U+200D; ZWJ)を用いることで、その字形を表現することができる。例えばU+08A0 ࢠの語中形は‍ࢠ‍U+200D U+08A0 U+200Dの形で表すことができる。

本ブロックはUnicodeのバージョン6.1で初めて追加された。

## 収録文字
| コード                                                         | 文字 （独立形） | 文字名（英語）                                             | 語頭形 | 語中形 | 語末形 | 用例・説明 |
| -------------------------------------------------------------- | --------------- | ---------------------------------------------------------- | ------ | ------ | ------ | --- |
| アフリカ諸言語用のアラビア文字                                 |                 |                                                            |        |        |        | |
| U+08A0                                                         | ࢠ               | ARABIC LETTER BEH WITH SMALL V BELOW                       | ࢠ‍      | ‍ࢠ‍       | ‍ࢠ       | セネガルの諸言語（ウォロフ語、フラニ語西部方言（プラー語）、マンディンカ語、セレール語、ジョラ語、バランタ諸語、サーフィ語、ノーン語、ンドゥット語）で子音[ɓ]を表す。 |
| U+08A1                                                         | ࢡ               | ARABIC LETTER BEH WITH HAMZA ABOVE                         | ࢡ‍      | ‍ࢡ‍       | ‍ࢡ       | カメルーンにおけるアダマワ・フルフルデ語(フラニ語東部方言)で[ɓ]を表す。 文字上部のハムザ(ء)と同形の記号は単なる分音記号としての役割を持つ装飾記号であり、子音字としてのハムザとは関係がないためこの文字をU+0654 ٔとの合成文字で表現するのは不適切と判断され、新たに独立の文字として収録された。 |
| U+08A2                                                         | ࢢ               | ARABIC LETTER JEEM WITH TWO DOTS ABOVE                     | ࢢ‍      | ‍ࢢ‍       | ‍ࢢ       | セネガルの諸言語（ウォロフ語、フラニ語西部方言（プラー語）、マンディンカ語、セレール語、ジョラ語、バランタ諸語、サーフィ語、ノーン語、ンドゥット語）で子音/ƈ/を表す。 |
| U+08A3                                                         | ࢣ               | ARABIC LETTER TAH WITH TWO DOTS ABOVE                      | ࢣ‍      | ‍ࢣ‍       | ‍ࢣ       | セネガルの諸言語（ウォロフ語、フラニ語西部方言（プラー語）、マンディンカ語、セレール語、ジョラ語、バランタ諸語、サーフィ語、ノーン語、ンドゥット語）で子音/ƭ/を表す。 |
| U+08A4                                                         | ࢤ               | ARABIC LETTER FEH WITH DOT BELOW AND THREE DOTS ABOVE      | ࢤ‍      | ‍ࢤ‍       | ‍ࢤ       | チャドの諸言語で子音[ⱱ](ラテン文字表記：vb)を表す。 |
| U+08A5                                                         | ࢥ               | ARABIC LETTER QAF WITH DOT BELOW                           | ࢥ‍      | ‍ࢥ‍       | ‍ࢥ       | チャドの諸言語で子音[ɡ͡b](ラテン文字表記：gb)を表す。 |
| U+08A6                                                         | ࢦ               | ARABIC LETTER LAM WITH DOUBLE BAR                          | ࢦ‍      | ‍ࢦ‍       | ‍ࢦ       | チャドの諸言語で子音[ɮ](ラテン文字表記：zl)を表す。 |
| U+08A7                                                         | ࢧ               | ARABIC LETTER MEEM WITH THREE DOTS ABOVE                   | ࢧ‍      | ‍ࢧ‍       | ‍ࢧ       | チャドの諸言語で子音列[mv](ラテン文字表記：mv)を表す。 |
| U+08A8                                                         | ࢨ               | ARABIC LETTER YEH WITH TWO DOTS BELOW AND HAMZA ABOVE      | ࢨ‍      | ‍ࢨ‍       | ‍ࢨ       | カメルーンにおけるアダマワ・フルフルデ語(フラニ語東部方言)で[ʕʲ]を表す。ニジェールにおけるラテン文字ではƴと表記される。 |
| U+08A9                                                         | ࢩ               | ARABIC LETTER YEH WITH TWO DOTS BELOW AND DOT ABOVE        | ࢩ‍      | ‍ࢩ‍       | ‍ࢩ       | カメルーンにおけるアダマワ・フルフルデ語(フラニ語東部方言)で[ɲ]を表す。 |
| ロヒンギャ語用の従属子音字                                     |                 |                                                            |        |        |        | |
| U+08AA                                                         | ࢪ               | ARABIC LETTER REH WITH LOOP                                | ࢪ‍      | ‍ࢪ‍       | ‍ࢪ       | これらの文字は別の頭子音の後ろに書かれ、前の子音と一続きの子音列（子音クラスタ）として読まれる子音を表す。それぞれ[-r][-w][-j]が前の子音に後続することを表す。 前に別の子音字が書かれることが前提の文字であるため、独立形や語頭形は定義されていない。 |
| U+08AB                                                         | ࢫ               | ARABIC LETTER WAW WITH DOT WITHIN                          | ࢫ‍      | ‍ࢫ‍       | ‍ࢫ       | これらの文字は別の頭子音の後ろに書かれ、前の子音と一続きの子音列（子音クラスタ）として読まれる子音を表す。それぞれ[-r][-w][-j]が前の子音に後続することを表す。 前に別の子音字が書かれることが前提の文字であるため、独立形や語頭形は定義されていない。 |
| U+08AC                                                         | ࢬ               | ARABIC LETTER ROHINGYA YEH                                 | ࢬ‍      | ‍ࢬ‍       | ‍ࢬ       | これらの文字は別の頭子音の後ろに書かれ、前の子音と一続きの子音列（子音クラスタ）として読まれる子音を表す。それぞれ[-r][-w][-j]が前の子音に後続することを表す。 前に別の子音字が書かれることが前提の文字であるため、独立形や語頭形は定義されていない。 |
| 欧州及び中央アジア諸言語用のアラビア文字                       |                 |                                                            |        |        |        | |
| U+08AD                                                         | ࢭ               | ARABIC LETTER LOW ALEF                                     |        |        |        | バシキール語、タタール語ヤニャ・イムラ(Yaña imlâ)正書法では単語の頭に置き、そのままの綴りでは複数の読み方ができてしまう単語内において、後母音が使われていることを示す。 バシキール語やタタール語を含むテュルク語族の言語では母音調和という現象が存在し、一つの単語内において前母音か後母音のどちらかしか存在することができないという制約があるため、どちらか一方であることが示せれば単語全体の読みを確定することができる。 |
| U+08AE                                                         | ࢮ               | ARABIC LETTER DAL WITH THREE DOTS BELOW                    | ࢮ‍      | ‍ࢮ‍       | ‍ࢮ       | ベラルーシ語において子音[d͡z]を表す。 インドネシア諸言語におけるペゴン文字ではU+068A ڊの異体字としても用いられる。 |
| U+08AF                                                         | ࢯ               | ARABIC LETTER SAD WITH THREE DOTS BELOW                    | ࢯ‍      | ‍ࢯ‍       | ‍ࢯ       | ベラルーシ語において子音[t͡s]を表す。 |
| U+08B0                                                         | ࢰ               | ARABIC LETTER GAF WITH INVERTED STROKE                     | ࢰ‍      | ‍ࢰ‍       | ‍ࢰ       | クリミア・タタール語において子音[j]を、チェチェン語、ラク語において子音[kʼ]を表す。 |
| U+08B1                                                         | ࢱ               | ARABIC LETTER STRAIGHT WAW                                 | ࢱ‍      | ‍ࢱ‍       | ‍ࢱ       | タタール語ウルタ・イムラ・アルパロフ(Urta imlâ Alparov)の正書法で母音[ɯ]を表す。 |
| ベルベル語用のアラビア文字                                     |                 |                                                            |        |        |        | |
| U+08B2                                                         | ࢲ               | ARABIC LETTER ZAIN WITH INVERTED V ABOVE                   | ࢲ‍      | ‍ࢲ‍       | ‍ࢲ       | 子音[zˤ]を表す。現在のラテン文字表記ではẓと書かれる。 |
| アルウィー語用のアラビア文字                                   |                 |                                                            |        |        |        | |
| U+08B3                                                         | ࢳ               | ARABIC LETTER AIN WITH THREE DOTS BELOW                    | ࢳ‍      | ‍ࢳ‍       | ‍ࢳ       | アルウィー語で子音[ŋ]を表す。タミル文字のU+0B99 ஙに対応する。 |
| U+08B4                                                         | ࢴ               | ARABIC LETTER KAF WITH DOT BELOW                           | ࢴ‍      | ‍ࢴ‍       | ‍ࢴ       | アルウィー語で子音[ɡ]を表す。タミル文字のU+0B95 கに対応する。 インドネシア諸言語におけるペゴン文字でも用いられる。 |
| 早期アラビア文字                                               |                 |                                                            |        |        |        | |
| U+08B5                                                         | ࢵ               | ARABIC LETTER QAF WITH DOT BELOW AND NO DOTS ABOVE         | ࢵ‍      | ‍ࢵ‍       | ‍ࢵ       | 古いアラビア語の文献において、字母カーフ(ق)とファー(ف)の書き分けが定まっていなかった時代における字母カーフの異体字の一つ。 |
| ブラバ語用のアラビア文字                                       |                 |                                                            |        |        |        | |
| U+08B6                                                         | ࢶ               | ARABIC LETTER BEH WITH SMALL MEEM ABOVE                    | ࢶ‍      | ‍ࢶ‍       | ‍ࢶ       | 子音[ᵐb]を表す。 |
| U+08B7                                                         | ࢷ               | ARABIC LETTER PEH WITH SMALL MEEM ABOVE                    | ࢷ‍      | ‍ࢷ‍       | ‍ࢷ       | 子音[ᵐp]を表す。 |
| U+08B8                                                         | ࢸ               | ARABIC LETTER TEH WITH SMALL TEH ABOVE                     | ࢸ‍      | ‍ࢸ‍       | ‍ࢸ       | 子音[ʈ]を表す。 |
| U+08B9                                                         | ࢹ               | ARABIC LETTER REH WITH SMALL NOON ABOVE                    | ࢹ‍      | ‍ࢹ‍       | ‍ࢹ       | 子音[ⁿr]を表す。 |
| U+08BA                                                         | ࢺ               | ARABIC LETTER YEH WITH TWO DOTS BELOW AND SMALL NOON ABOVE | ࢺ‍      | ‍ࢺ‍       | ‍ࢺ       | 子音[ɲ]を表す。 |
| ワルシュ式正書法用のアラビア文字                               |                 |                                                            |        |        |        | |
| U+08BB                                                         | ࢻ               | ARABIC LETTER AFRICAN FEH                                  | ࢻ‍      | ‍ࢻ‍       | ‍ࢻ       | 語頭形、語中形の時だけ下に点が一つ付く。 |
| U+08BC                                                         | ࢼ               | ARABIC LETTER AFRICAN QAF                                  | ࢼ‍      | ‍ࢼ‍       | ‍ࢼ       | 語頭形、語中形の時だけ上に点が一つ付く。 |
| U+08BD                                                         | ࢽ               | ARABIC LETTER AFRICAN NOON                                 | ࢽ‍      | ‍ࢽ‍       | ‍ࢽ       | 語頭形、語中形の時だけ上に点が一つ付く。 |
| ヒンドコ語用のアラビア文字                                     |                 |                                                            |        |        |        | |
| U+08BE                                                         | ࢾ               | ARABIC LETTER PEH WITH SMALL V                             | ࢾ‍      | ‍ࢾ‍       | ‍ࢾ       | |
| U+08BF                                                         | ࢿ               | ARABIC LETTER TEH WITH SMALL V                             | ࢿ‍      | ‍ࢿ‍       | ‍ࢿ       | |
| U+08C0                                                         | ࣀ               | ARABIC LETTER TTEH WITH SMALL V                            | ࣀ‍      | ‍ࣀ‍       | ‍ࣀ       | |
| U+08C1                                                         | ࣁ               | ARABIC LETTER TCHEH WITH SMALL V                           | ࣁ‍      | ‍ࣁ‍       | ‍ࣁ       | |
| U+08C2                                                         | ࣂ               | ARABIC LETTER KEHEH WITH SMALL V                           | ࣂ‍      | ‍ࣂ‍       | ‍ࣂ       | |
| ハウサ語・ウォロフ語及びその他のアフリカ正書法用のアラビア文字 |                 |                                                            |        |        |        | |
| U+08C3                                                         | ࣃ               | ARABIC LETTER GHAIN WITH THREE DOTS ABOVE                  | ࣃ‍      | ‍ࣃ‍       | ‍ࣃ       | ハウサ語で子音[ɡʲ]（ラテン文字表記: gy）を表す。 |
| U+08C4                                                         | ࣄ               | ARABIC LETTER AFRICAN QAF WITH THREE DOTS ABOVE            | ࣄ‍      | ‍ࣄ‍       | ‍ࣄ       | 語頭形と語中形のみにqafの上に1つの点が追加される。ハウサ語で子音[ɠ̊ʲ]（ラテン文字表記: ƙy）を表す。 |
| U+08C5                                                         | ࣅ               | ARABIC LETTER JEEM WITH THREE DOTS ABOVE                   | ࣅ‍      | ‍ࣅ‍       | ‍ࣅ       | ウォロフ語で用いられる。現在ラテン文字でñ, č, nǰ, nčなどと書かれる音素の表記に用いられる。これらの文字は互いに異体字関係で、文献によっていずれかの文字が使用される。 |
| U+08C6                                                         | ࣆ               | ARABIC LETTER JEEM WITH THREE DOTS BELOW                   | ࣆ‍      | ‍ࣆ‍       | ‍ࣆ       | ウォロフ語で用いられる。現在ラテン文字でñ, č, nǰ, nčなどと書かれる音素の表記に用いられる。これらの文字は互いに異体字関係で、文献によっていずれかの文字が使用される。 |
| パンジャーブ語用のアラビア文字                                 |                 |                                                            |        |        |        | |
| U+08C7                                                         | ࣇ               | ARABIC LETTER LAM WITH SMALL ARABIC LETTER TAH ABOVE       | ࣇ‍      | ‍ࣇ‍       | ‍ࣇ       | グルムキー文字のU+0A33 ਲ਼に対応し、子音[ɭ]を表す。 |
| バルティ語用のアラビア文字                                     |                 |                                                            |        |        |        | |
| U+08C8                                                         | ࣈ               | ARABIC LETTER GRAF                                         | ࣈ‍      | ‍ࣈ‍       | ‍ࣈ       | 子音列[gr]を表す。 |
| クルアーン正書法用の追加                                       |                 |                                                            |        |        |        | |
| U+08C9                                                         | ࣉ               | ARABIC SMALL FARSI YEH                                     |        |        |        | ワルシュ式クルアーンでで欠落している子音[j]と欠落している母音[iː]を区別するために用いられる。 |
| U+08CA                                                         | ࣊                | ARABIC SMALL HIGH FARSI YEH                                |        |        |        | Qaloon（カルーン）/al-Dani（アル・ダニ ）式のクルアーンで欠落している子音[j]と欠落している母音[iː]を区別するために用いられる。 |
| U+08CB                                                         | ࣋                | ARABIC SMALL HIGH YEH BARREE WITH TWO DOTS BELOW           |        |        |        | クルアーンにおいて、字母アリフ(ا)が字母ヤー(ي)として、つまり母音[iː]ではなく子音[j]として読まれることを表す記号。 |
| U+08CC                                                         | ࣌                | ARABIC SMALL HIGH WORD SAH                                 |        |        |        | 北西アフリカ地域のクルアーンの朗唱用記号で、休止(waqf)を表す。 |
| U+08CD                                                         | ࣍                | ARABIC SMALL HIGH ZAH                                      |        |        |        | クルアーンにおいて字母ダード(ﺽ)をザー(ﻅ)の発音[ðˤ]で発音することを表す記号。 |
| U+08CE                                                         | ࣎                | ARABIC LARGE ROUND DOT ABOVE                               |        |        |        | Al-Duri（アル・ドゥリ）式のクルアーンでImāla（イマーラ）と呼ばれる、古代アラビア語では/a/で発音されていた母音が/i/に変化した現象を表す記号。 |
| U+08CF                                                         | ࣏                | ARABIC LARGE ROUND DOT BELOW                               |        |        |        | Al-Duri（アル・ドゥリ）式のクルアーンでImāla（イマーラ）と呼ばれる、古代アラビア語では/a/で発音されていた母音が/i/に変化した現象を表す記号。 |
| U+08D0                                                         | ࣐                | ARABIC SUKUN BELOW                                         |        |        |        | al-Dani（アル・ダニ ）式のクルアーンで用いられる。 |
| U+08D1                                                         | ࣑                | ARABIC LARGE CIRCLE BELOW                                  |        |        |        | Al-Duri（アル・ドゥリ）式のクルアーンでImāla現象を表す記号。 |
| U+08D2                                                         | ࣒                | ARABIC LARGE ROUND DOT INSIDE CIRCLE BELOW                 |        |        |        | チュニジア、チュニスのQaloon（カルーン）式クルアーンでImāla現象を表す記号。 |
| クルアーン註釈記号                                             |                 |                                                            |        |        |        | |
| U+08D3                                                         | ࣓                | ARABIC SMALL LOW WAW                                       |        |        |        | al-Dani（アル・ダニ ）式のクルアーンで用いられる。 |
| U+08D4                                                         | ࣔ                | ARABIC SMALL HIGH WORD AR-RUB                              |        |        |        | パキスタンのクルアーンで用いられる。 |
| U+08D5                                                         | ࣕ                | ARABIC SMALL HIGH SAD                                      |        |        |        | 朗誦時に休止が推奨されていないが、休止したい場合は休止しても良い箇所であることを表す記号。 |
| U+08D6                                                         | ࣖ                | ARABIC SMALL HIGH AIN                                      |        |        |        | クルアーンにおける「章」にあたるスーラ内で、トピックであるルクー（クルアーン）の終わりを示す。また、すべてのスーラの終わりにも用いられる。 |
| U+08D7                                                         | ࣗ                | ARABIC SMALL HIGH QAF                                      |        |        |        | 朗誦時に休止が推奨されていない箇所であることを表す記号。 |
| U+08D8                                                         | ࣘ                | ARABIC SMALL HIGH NOON WITH KASRA                          |        |        |        | 通常のクルアーン朗誦では[-n]を伴う母音記号のターンウィーン(ファトハターン、ダンマターン、カスラターン)のある位置で休止を伴うが、次の字母がアリフ(ا)の時に休止せずに頭子音[n-]を伴って読みたい場合に用いる記号。 |
| U+08D9                                                         | ࣙ                | ARABIC SMALL LOW NOON WITH KASRA                           |        |        |        | 通常のクルアーン朗誦では[-n]を伴う母音記号のターンウィーン(ファトハターン、ダンマターン、カスラターン)のある位置で休止を伴うが、次の字母がアリフ(ا)の時に休止せずに頭子音[n-]を伴って読みたい場合に用いる記号。 |
| U+08DA                                                         | ࣚ                | ARABIC SMALL HIGH WORD ATH-THALATHA                        |        |        |        | クルアーンにおける「巻」にあたるジュズウの終わりから4分の1の位置にあることを表す記号。 |
| U+08DB                                                         | ࣛ                | ARABIC SMALL HIGH WORD AS-SAJDA                            |        |        |        | クルアーンにおいて、END OF AYAH (U+06DD ۝)の上部に書かれるサジダ記号。クルアーンの「節」にあたるアーヤの末尾でサジダ（伏拝）の姿勢を取ることを表す。 |
| U+08DC                                                         | ࣜ                | ARABIC SMALL HIGH WORD AN-NISF                             |        |        |        | クルアーンにおける「巻」にあたるジュズウの終わりから半分の位置にあることを表す記号。 |
| U+08DD                                                         | ࣝ                | ARABIC SMALL HIGH WORD SAKTA                               |        |        |        | 朗誦時にある程度休止することは可能だが、次の単語を同じ息で発音すべき箇所であることを表す記号。 |
| U+08DE                                                         | ࣞ                | ARABIC SMALL HIGH WORD QIF                                 |        |        |        | 朗誦時に一旦朗誦を停止しなければならない箇所であることを表す記号。 |
| U+08DF                                                         | ࣟ                | ARABIC SMALL HIGH WORD WAQFA                               |        |        |        | 朗誦時にsaktaよりも長い休止があり、次の単語を同じ息で発音すべき箇所であることを表す記号。 |
| U+08E0                                                         | ࣠                | ARABIC SMALL HIGH FOOTNOTE MARKER                          |        |        |        | 余白にクルアーンの「節」にあたるアーヤに関する注釈を書く必要があるときに書かれる記号。 |
| U+08E1                                                         | ࣡                | ARABIC SMALL HIGH SIGN SAFHA                               |        |        |        | クルアーンにおいて脚注を表す記号。1ページに複数の注記がある場合、この記号は他の注記に使用される。 |
| U+08E2                                                         | ࣢                | ARABIC DISPUTED END OF AYAH                                |        |        |        | クルアーンの「節」にあたるアーヤの総数はクルアーン朗誦学者の間で意見が分かれているため、学者によってアーヤの末尾であるか途中であるか意見が分かれている箇所を示すために使用される。 |
| アルウィー語用の拡張母音記号                                   |                 |                                                            |        |        |        | |
| U+08E3                                                         | ࣣ                | ARABIC TURNED DAMMA BELOW                                  |        |        |        | アルウィー語で母音[e]を表す。タミル文字のU+0BC6 ெに対応する。 |
| ロヒンギャ語用の拡張母音記号                                   |                 |                                                            |        |        |        | |
| U+08E4                                                         | ࣤ                | ARABIC CURLY FATHA                                         |        |        |        | ロヒンギャ語で母音[o]を表す。 |
| U+08E5                                                         | ࣥ                | ARABIC CURLY DAMMA                                         |        |        |        | ロヒンギャ語で二重母音[ou]を表す。 |
| U+08E6                                                         | ࣦ                | ARABIC CURLY KASRA                                         |        |        |        | ロヒンギャ語で母音[e]を表す。 |
| U+08E7                                                         | ࣧ                | ARABIC CURLY FATHATAN                                      |        |        |        | ロヒンギャ語で母音[on]を表す。 |
| U+08E8                                                         | ࣨ                | ARABIC CURLY DAMMATAN                                      |        |        |        | ロヒンギャ語で二重母音[oun]を表す。 |
| U+08E9                                                         | ࣩ                | ARABIC CURLY KASRATAN                                      |        |        |        | ロヒンギャ語で母音[en]を表す。 |
| ロヒンギャ語用の声調記号                                       |                 |                                                            |        |        |        | |
| U+08EA                                                         | ࣪                | ARABIC TONE ONE DOT ABOVE                                  |        |        |        | これらの記号はロヒンギャ語において声調を表す記号として用いられる。 ファトハやダンマなどの子音字の上に書かれる母音記号についてはその更に上側に、カスラなどの子音字の下に書かれる母音記号についてはその更に下側に書かれる記号である。実際には3種類の声調記号が存在するが、実装上の都合から上側に付く場合と下側に付く場合とで符号位置を分けられている。                                                                       |
| U+08EB                                                         | ࣫                | ARABIC TONE TWO DOTS ABOVE                                 |        |        |        | これらの記号はロヒンギャ語において声調を表す記号として用いられる。 ファトハやダンマなどの子音字の上に書かれる母音記号についてはその更に上側に、カスラなどの子音字の下に書かれる母音記号についてはその更に下側に書かれる記号である。実際には3種類の声調記号が存在するが、実装上の都合から上側に付く場合と下側に付く場合とで符号位置を分けられている。                                                                       |
| U+08EC                                                         | ࣬                | ARABIC TONE LOOP ABOVE                                     |        |        |        | これらの記号はロヒンギャ語において声調を表す記号として用いられる。 ファトハやダンマなどの子音字の上に書かれる母音記号についてはその更に上側に、カスラなどの子音字の下に書かれる母音記号についてはその更に下側に書かれる記号である。実際には3種類の声調記号が存在するが、実装上の都合から上側に付く場合と下側に付く場合とで符号位置を分けられている。                                                                       |
| U+08ED                                                         | ࣭                | ARABIC TONE ONE DOT BELOW                                  |        |        |        | これらの記号はロヒンギャ語において声調を表す記号として用いられる。 ファトハやダンマなどの子音字の上に書かれる母音記号についてはその更に上側に、カスラなどの子音字の下に書かれる母音記号についてはその更に下側に書かれる記号である。実際には3種類の声調記号が存在するが、実装上の都合から上側に付く場合と下側に付く場合とで符号位置を分けられている。                                                                       |
| U+08EE                                                         | ࣮                | ARABIC TONE TWO DOTS BELOW                                 |        |        |        | これらの記号はロヒンギャ語において声調を表す記号として用いられる。 ファトハやダンマなどの子音字の上に書かれる母音記号についてはその更に上側に、カスラなどの子音字の下に書かれる母音記号についてはその更に下側に書かれる記号である。実際には3種類の声調記号が存在するが、実装上の都合から上側に付く場合と下側に付く場合とで符号位置を分けられている。                                                                       |
| U+08EF                                                         | ࣯                | ARABIC TONE LOOP BELOW                                     |        |        |        | これらの記号はロヒンギャ語において声調を表す記号として用いられる。 ファトハやダンマなどの子音字の上に書かれる母音記号についてはその更に上側に、カスラなどの子音字の下に書かれる母音記号についてはその更に下側に書かれる記号である。実際には3種類の声調記号が存在するが、実装上の都合から上側に付く場合と下側に付く場合とで符号位置を分けられている。                                                                       |
| クルアーン註釈記号                                             |                 |                                                            |        |        |        | |
| U+08F0                                                         | ࣰ                | ARABIC OPEN FATHATAN                                       |        |        |        | これらの記号は本来は[-n]を伴う母音記号のターンウィーン(ファトハターン、ダンマターン、カスラターン)について、鼻音[-n]が発音されないことを表す。 |
| U+08F1                                                         | ࣱ                | ARABIC OPEN DAMMATAN                                       |        |        |        | これらの記号は本来は[-n]を伴う母音記号のターンウィーン(ファトハターン、ダンマターン、カスラターン)について、鼻音[-n]が発音されないことを表す。 |
| U+08F2                                                         | ࣲ                | ARABIC OPEN KASRATAN                                       |        |        |        | これらの記号は本来は[-n]を伴う母音記号のターンウィーン(ファトハターン、ダンマターン、カスラターン)について、鼻音[-n]が発音されないことを表す。 |
| U+08F3                                                         | ࣳ                | ARABIC SMALL HIGH WAW                                      |        |        |        | 単語上は表記されない長母音[uː]を表す。 類似した形状のU+06E5 ARABIC SMALL WAWは左右に結合しない文字であるためこの文字の代用にはならず、また、短母音[u]を表すU+064C ARABIC DAMMAも音価上の違いがありクルアーンの朗唱者もが両者を区別しているためこれらの文字とは別の文字として符号化された。 |
| アフリカ諸言語用の拡張母音記号                                 |                 |                                                            |        |        |        | |
| U+08F4                                                         | ࣴ                | ARABIC FATHA WITH RING                                     |        |        |        | セネガルウォロフ語及びジョラ語で母音[ə]（ラテン文字表記：ë）を表す。ニジェールのダザガ語でも同様の母音（ラテン文字表記：ə）を表す。 |
| U+08F5                                                         | ࣵ                | ARABIC FATHA WITH DOT ABOVE                                |        |        |        | セネガルのウォロフ語で長母音[aː]（ラテン文字表記：à）を表す。 |
| U+08F6                                                         | ࣶ                | ARABIC KASRA WITH DOT BELOW                                |        |        |        | セネガルのジョラ語、バランタ諸語で母音[iː]（ラテン文字表記：í）を表す。 フィリピンの諸言語でも用いられる。 |
| U+08F7                                                         | ࣷ                | ARABIC LEFT ARROWHEAD ABOVE                                |        |        |        | セネガルのウォロフ語で母音[ɔ]（ラテン文字表記：o）を表す。 |
| U+08F8                                                         | ࣸ                | ARABIC RIGHT ARROWHEAD ABOVE                               |        |        |        | セネガルの諸言語（ウォロフ語、フラニ語西部方言（プラー語）、ソニンケ語、マンディンカ語、セレール語、ジョラ語、バランタ諸語）で母音[ɔ]（ラテン文字表記：o）を表す。 ギニアの諸言語(スス語、モゴフィン語、フラニ語西部方言（プラー語）)の表記や、アフリカ諸国などの正書法のクルアーンのテキストにおいては、母音記号（シャクル）のダンマ（母音[u]）がこの字形で書かれる。                                                     |
| U+08F9                                                         | ࣹ                | ARABIC LEFT ARROWHEAD BELOW                                |        |        |        | セネガルの諸言語（ウォロフ語、フラニ語西部方言（プラー語）、ソニンケ語、マンディンカ語、セレール語、ジョラ語、バランタ諸語）母音[e]（ラテン文字表記：e）を表す。 |
| U+08FA                                                         | ࣺ                | ARABIC RIGHT ARROWHEAD BELOW                               |        |        |        | セネガルの諸言語（ウォロフ語、ジョラ語、バランタ諸語）で母音[eː]（ラテン文字表記：é）を表す。 |
| U+08FB                                                         | ࣻ                | ARABIC DOUBLE RIGHT ARROWHEAD ABOVE                        |        |        |        | ギニアの諸言語(スス語、モゴフィン語、フラニ語西部方言（プラー語）)の表記や、アフリカ諸国などの正書法のクルアーンのテキストにおいては、母音記号（シャクル）のダンマターン（母音[un]）がこの字形で書かれる。 |
| U+08FC                                                         | ࣼ                | ARABIC DOUBLE RIGHT ARROWHEAD ABOVE WITH DOT               |        |        |        | ギニアの諸言語(スス語、モゴフィン語、フラニ語西部方言（プラー語）)の表記で母音[on]または[ɔn]を表す。 |
| U+08FD                                                         | ࣽ                | ARABIC RIGHT ARROWHEAD ABOVE WITH DOT                      |        |        |        | ギニアの諸言語(スス語、モゴフィン語、フラニ語西部方言（プラー語）)の表記で母音[o]または[ɔ]を表す。 |
| 拡張母音記号                                                   |                 |                                                            |        |        |        | |
| U+08FE                                                         | ࣾ                | ARABIC DAMMA WITH DOT                                      |        |        |        | フィリピンの諸言語で母音[o]を表す。 |
| U+08FF                                                         | ࣿ                | ARABIC MARK SIDEWAYS NOON GHUNNA                           |        |        |        | パキスタン北部で話されるパルーラ語及びシナー語において、母音[e]が短く発音されることを表す記号。U+06E1 ۡ (クルアーン用のスクーン記号、無母音であることを表す)と近形だが機能が異なるため符号位置が分けられた。 |

## 小分類
このブロックの小分類は「アフリカ諸言語用のアラビア文字」（Arabic letters for African languages）、「ロヒンギャ語用の従属子音字」（Dependent consonants for Rohingya）、「欧州及び中央アジア諸言語用のアラビア文字」（Arabic letters for European and Central Asian languages）、「ベルベル語用のアラビア文字」（Arabic letter for Berber）、「アルウィー語用のアラビア文字」（Arabic letters for Arwi）、「早期アラビア文字」（Early Arabic letter）、「ブラバ語用のアラビア文字」（Arabic letters for Bravanese）、「ワルシュ式正書法用のアラビア文字」（Arabic letters for Warsh orthography）、「ヒンドコ語用のアラビア文字」（Arabic letters for Hindko）、「ハウサ語・ウォロフ語及びその他のアフリカ正書法用のアラビア文字」（Arabic letters for Hausa, Wolof and other African orthographies）、「パンジャーブ語用のアラビア文字」（Arabic letter for Punjabi）、「バルティ語用のアラビア文字」（Arabic letter for Balti）、「クルアーン正書法用の追加」（Additions for Quranic orthographies）、「クルアーン註釈記号」（Quranic annotation signs）、「アルウィー語用の拡張母音記号」（Extended vowel sign for Arwi）、「ロヒンギャ語用の拡張母音記号」（Extended vowel signs for Rohingya）、「ロヒンギャ語用の声調記号」（Tone marks for Rohingya）、「アフリカ諸言語用の拡張母音記号」（Extended vowel signs for African languages）、「拡張母音記号」（Extended vowel signs）の19個となっている。本ブロックでは、Unicodeのバージョン更新時の文字追加が隙間を埋める形で行われた影響で、同一の小分類に属する文字が飛び飛びの符号位置に割り当てられていることがある。

### アフリカ諸言語用のアラビア文字（Arabic letters for African languages）
この小分類にはアラビア文字のうち、カメルーンで話されるフラニ語の方言であるアダマワ・フルフルデ語などの西アフリカの諸言語を表記するための文字が収録されている。Unicodeのバージョン6.1で本ブロックと共に追加され、のちにU+08A1がバージョン7.0で追加された。

### ロヒンギャ語用の従属子音字（Dependent consonants for Rohingya）
この小分類にはアラビア文字のうち、ミャンマーのラカイン州などに居住する同国の少数民族であるロヒンギャが話すロヒンギャ語を表記するための文字が収録されている。Unicodeのバージョン6.1で本ブロックと共に追加された。

### 欧州及び中央アジア諸言語用のアラビア文字（Arabic letters for European and Central Asian languages）
この小分類にはアラビア文字のうち、ベラルーシの公用語であるベラルーシ語やクリミア半島で話されるクリミア・タタール語などのヨーロッパの諸言語や、タタール語、バシキール語、チェチェン語、ラク語などの現在のロシア連邦に含まれる中央アジアやコーカサス地域の諸言語の表記に用いられる、或いはかつて用いられていた文字が収録されている。

### ベルベル語用のアラビア文字（Arabic letter for Berber）
この小分類にはアラビア文字のうち、モロッコやアルジェリアなどの北アフリカ地域に居住するベルベル人が話すベルベル語派の諸言語の表記に用いられる文字が収録されている。

### アルウィー語用のアラビア文字（Arabic letters for Arwi）
この小分類にはアラビア文字のうち、インドのタミル・ナードゥ州やスリランカなどにおいて、イスラム教徒が話すタミル語の方言であるアルウィー語の表記に用いられる文字が収録されている。

### 早期アラビア文字（Early Arabic letter）
この小分類にはアラビア文字のうち、古いアラビア語の文献において、字母カーフ(ق)とファー(ف)の書き分けが定まっていなかった時代における字母カーフの異体字の一つが収録されている。

### ブラバ語用のアラビア文字（Arabic letters for Bravanese）
この小分類にはアラビア文字のうち、東アフリカに位置するソマリアのブラバなどに居住するブラバ人が話すスワヒリ語の方言であるブラバ語の表記に用いられる文字が収録されている。

### ワルシュ式正書法用のアラビア文字（Arabic letters for Warsh orthography）
この小分類にはアラビア文字のうち、中世エジプトのワルシュによって発案されたワルシュ式正書法によるクルアーンの表記に用いられる文字が収録されている。ワルシュ式正書法は、北アフリカ及び西アフリカで最も広く普及している伝統的なアラビア文字による聖典の記述法である。

### ヒンドコ語用のアラビア文字（Arabic letters for Hindko）
この小分類にはアラビア文字のうち、パキスタンやインド北部に居住する民族であるヒンドコワン（Hindkowans）やアフガニスタンに居住するHindkiよって話されるインド・ヨーロッパ語族・インド語派に属する、パンジャーブ語と近縁の関係にあるヒンドコ語の表記に用いられる文字（シャームキー文字）が収録されている。

### ハウサ語・ウォロフ語及びその他のアフリカ正書法用のアラビア文字（Arabic letters for Hausa, Wolof and other African orthographies）
この小分類にはアラビア文字のうち、ナイジェリアやニジェールなどで話されるハウサ語や、セネガルなどで話されるウォロフ語を始めとしたアフリカの諸言語の表記に用いられる文字が収録されている。

### パンジャーブ語用のアラビア文字（Arabic letter for Punjabi）
この小分類にはアラビア文字のうち、パキスタンのパンジャーブ州やインドのパンジャーブ州で話されるパンジャーブ語の表記に用いられる文字（シャームキー文字）が1文字のみ収録されている。

### バルティ語用のアラビア文字（Arabic letter for Balti）
この小分類にはアラビア文字のうち、インドとパキスタンの領有係争地であるカシミール地方の北部に位置するバルティスターン地域のギルギット・バルティスタン州などに居住するバルティ人が話すシナ・チベット語族に属するバルティ語の表記に用いられる文字が収録されている。

### クルアーン正書法用の追加（Additions for Quranic orthographies）
この小分類にはイスラム教の聖典であるクルアーンの記述に用いられる記号類が収録されている。

### クルアーン註釈記号（Quranic annotation signs）
この小分類にはイスラム教の聖典であるクルアーンにおいて註釈記号として用いられる記号類が収録されている。この小分類に属する文字の提案のため、本ブロックが新たに追加されることとなった。Unicodeのバージョン6.1で本ブロックと共に追加された。

### アルウィー語用の拡張母音記号（Extended vowel sign for Arwi）
この小分類にはインドのタミル・ナードゥ州やスリランカなどにおいて、イスラム教徒が話すタミル語の方言であるアルウィー語の表記に用いられる母音記号が収録されている。全て文字幅を持たない結合文字である。

### ロヒンギャ語用の拡張母音記号（Extended vowel signs for Rohingya）
この小分類にはミャンマーの少数民族であるロヒンギャが話すロヒンギャ語の表記に用いられる母音記号が収録されている。全て文字幅を持たない結合文字である。Unicodeのバージョン6.1で本ブロックと共に追加された。

### ロヒンギャ語用の声調記号（Tone marks for Rohingya）
この小分類にはミャンマーの少数民族であるロヒンギャが話すロヒンギャ語の表記に用いられる声調記号が収録されている。全て文字幅を持たない結合文字である。Unicodeのバージョン6.1で本ブロックと共に追加された。

### アフリカ諸言語用の拡張母音記号（Extended vowel signs for African languages）
この小分類にはアフリカの諸言語において用いられる母音記号が収録されている。全て文字幅を持たない結合文字である。Unicodeのバージョン6.1で本ブロックと共に追加された。

### 拡張母音記号（Extended vowel signs）
この小分類にはその他の母音記号が収録されている。全て文字幅を持たない結合文字である。

## 文字コード
| アラビア文字拡張A(Arabic Extended-A)[1] Official Unicode Consortium code chart (PDF) |   |   |   |   |   |   |   |   |   |   |   |   |   |   |   |   |
|                                                                                      | 0 | 1 | 2 | 3 | 4 | 5 | 6 | 7 | 8 | 9 | A | B | C | D | E | F |
| U+08Ax                                                                               | ࢠ | ࢡ | ࢢ | ࢣ | ࢤ | ࢥ | ࢦ | ࢧ | ࢨ | ࢩ | ࢪ | ࢫ | ࢬ | ࢭ | ࢮ | ࢯ |
| U+08Bx                                                                               | ࢰ | ࢱ | ࢲ | ࢳ | ࢴ | ࢵ | ࢶ | ࢷ | ࢸ | ࢹ | ࢺ | ࢻ | ࢼ | ࢽ | ࢾ | ࢿ |
| U+08Cx                                                                               | ࣀ | ࣁ | ࣂ | ࣃ | ࣄ | ࣅ | ࣆ | ࣇ | ࣈ | ࣉ | ࣊  | ࣋  | ࣌  | ࣍  | ࣎  | ࣏  |
| U+08Dx                                                                               | ࣐  | ࣑  | ࣒  | ࣓  | ࣔ  | ࣕ  | ࣖ  | ࣗ  | ࣘ  | ࣙ  | ࣚ  | ࣛ  | ࣜ  | ࣝ  | ࣞ  | ࣟ  |
| U+08Ex                                                                               | ࣠  | ࣡  | ࣢  | ࣣ  | ࣤ  | ࣥ  | ࣦ  | ࣧ  | ࣨ  | ࣩ  | ࣪  | ࣫  | ࣬  | ࣭  | ࣮  | ࣯  |
| U+08Fx                                                                               | ࣰ  | ࣱ  | ࣲ  | ࣳ  | ࣴ  | ࣵ  | ࣶ  | ࣷ  | ࣸ  | ࣹ  | ࣺ  | ࣻ  | ࣼ  | ࣽ  | ࣾ  | ࣿ  |
| 注釈 1.^バージョン15.1時点                                                           |   |   |   |   |   |   |   |   |   |   |   |   |   |   |   |   |

## 履歴
以下の表に挙げられているUnicode関連のドキュメントには、このブロックの特定の文字を定義する目的とプロセスが記録されている。
| バージョン | コードポイント                          | 文字数 | L2 ID     | ドキュメント |
| ---------- | --------------------------------------- | ------ | --------- | --- |
| 6.1        | U+08F0..08F3                            | 4      | L2/09-419 | Roozbeh Pournader (1 April 2010), Proposal to encode four combining Arabic characters for Koranic use (revised) (英語) |
| 6.1        | U+08A0,08A2..08AC,08E4..08EF,08F4..08FE | 35     | L2/10-288 | Lorna Priest; Martin Hosken (12 August 2010), Proposal to add Arabic script characters for African and Asian languages (revised) (英語) |
| 7.0        | U+08A1                                  | 1      | L2/10-442 | Lorna Priest; Martin Hosken (29 October 2010), Proposal to add ARABIC LETTER BEH WITH HAMZA ABOVE (英語) |
| 7.0        | U+08FF                                  | 1      | L2/11-033 | Lorna Priest (17 February 2011), Proposal to add Arabic Mark Sideways Noon Ghunna (revised) (英語) |
| 7.0        | U+08AD..08B1                            | 5      | L2/11-138 | Ilya Yevlampiev; Karl Pentzlin; Nurlan Joomagueldinov (29 April 2011), Proposal to encode Arabic characters used for Bashkir, Belarusian, Crimean Tatar, Karachay, Karakalpak, and Tatar languages (英語)                                                |
| 7.0        | U+08AD..08B1                            | 5      | L2/11-201 | Roozbeh Pournader; Deborah Anderson (16 May 2011), Proposed codepoints and properties for characters in "Proposal to encode Arabic characters used for Bashkir, Belarusian, Crimean Tatar, Karachay, Karakalpak, and Tatar languages" (WG2 N4065) (英語) |
| 7.0        | U+08AD..08B1                            | 5      | L2/11-209 | Ilya Yevlampiev; Karl Pentzlin; Nurlan Joomagueldinov (27 May 2011), Revised Proposal to encode Arabic characters used for Bashkir, Belarusian, Crimean Tatar, and Tatar languages (WG2 N4071/N4072; replaces L2/11-138) (英語)                          |
| 7.0        | U+08B2                                  | 1      | L2/12-181 | Lorna Priest (9 May 2012), Proposal to add Arabic Letter Zain with Inverted V Above (revised) (英語) |
| 8.0        | U+08B3..08B4,08E3                       | 3      | L2/08-429 | Seyed Mohamed Buhari (4 December 2008), Additional Arabic letters needed for Arwi Script (英語) |
| 8.0        | U+08B3..08B4,08E3                       | 3      | L2/09-143 | Seyed Buhari (15 April 2009), Additional Arabic letters needed for Arwi Script (replaces L2/08-429) (英語) |
| 8.0        | U+08B3..08B4,08E3                       | 3      | L2/13-130 | Roozbeh Pournader (25 June 2013), Proposal to encode three Arabic characters for Arwi (英語) |
| 8.0        | U+08B3..08B4,08E3                       | 3      | L2/13-168 | Naga Ganesan (29 July 2013), Comment on L2/13-130: Writing classical Tamil in Arabic script (英語) |
| 9.0        | U+08B6..08BA                            | 5      | L2/13-178 | Hamid Banfunzi (6 September 2013), Proposal to encode five Arabic script characters for the Bravanese (英語) |
| 9.0        | U+08B6..08BA                            | 5      | L2/13-223 | Roozbeh Pournader (7 November 2013), Proposal to encode four Arabic characters for Bravanese (revised; WG2 N4498) (英語) |
| 9.0        | U+08B6..08BA                            | 5      | L2/14-293 | Roozbeh Pournader; Shervin Afshar (19 January 2015), Proposal to Encode Arabic Letter Teh with Small Teh Above for Bravanese (revised) (英語) |
| 9.0        | U+08D5..08E2                            | 14     | L2/14-095 | Lateef Sagar Shaikh (24 April 2014), Proposal to encode Quranic marks used in Quran published in Pakistan (英語) |
| 9.0        | U+08D5..08E2                            | 14     | L2/14-105 | Roozbeh Pournader (30 April 2014), Proposal to encode fourteen Pakistani Quranic marks (英語) |
| 9.0        | U+08D4                                  | 1      | L2/14-148 | Lateef Sagar Shaikh (1 July 2014), Proposal to encode Quranic mark Ar-Rbaa used in Quran published in Pakistan (英語) |
| 9.0        | U+08BB..08BD                            | 3      | L2/14-207 | Roozbeh Pournader (8 August 2014), Implications of the Unicode Arabic model for the Warsh orthography (revised) (英語) |
| 9.0        | U+08BB..08BD                            | 3      | L2/14-211 | Lorna Evans (29 August 2014), Proposal to encode Warsh-based Arabic script characters (replaces L2/14-104) (英語) |
| 11.0       | U+08D3                                  | 1      | L2/15-329 | Mussa A. A. Abudena (2 December 2015), Proposal to encode Quranic marks used in Quran published in Libya (英語) |
| 11.0       | U+08D3                                  | 1      | L2/16-044 | Mussa A. A. Abudena (27 January 2016), Proposal to encode Quranic marks used in Quran published in Libya with Commentary (supersedes L2/15-329) (英語)                                                                                                   |
| 11.0       | U+08D3                                  | 1      | L2/16-056 | Lateef Sagar Shaikh (24 February 2016), Proposal to encode Al-Dani Quranic marks used in Quran published in Libya (英語) |
| 13.0       | U+08BE..08C2                            | 5      | L2/18-032 | Lateef Sagar Shaikh (17 January 2018), Proposal to include Hindko alphabets (英語) |
| 13.0       | U+08BE..08C2                            | 5      | L2/18-174 | Deborah Anderson; Roozbeh Pournader (3 May 2018), Hindko additions for Arabic (英語) |
| 13.0       | U+08C3..08C4                            | 2      | L2/18-094 | Lorna Evans; Andy Warren-Rothlin (26 April 2018), Proposal to encode additional Arabic script characters for Hausa (英語) |
| 13.0       | U+08C7                                  | 1      | L2/19-111 | Lorna Evans; M. G. Abbas Malik (1 May 2019), Proposal to encode ARABIC LETTER LAM WITH SMALL ARABIC LETTER TAH ABOVE (英語) |
| 13.0       | U+08C5..08C6                            | 2      | L2/19-118 | Neil Patel; Charles Riley; Jesus MacLean (19 April 2019), Proposal to add Arabic letter JEEM WITH THREE DOTS ABOVE and JEEM WITH THREE DOTS BELOW (英語)                                                                                                 |
| 14.0       | U+08C8                                  | 1      | L2/19-252 | Lateef Sagar Shaikh (2 July 2019), Proposal to include Balti alphabet ARABIC LETTER GRAF (英語) |
| 14.0       | U+08B5                                  | 1      | L2/19-313 | Marijn van Putten; Roozbeh Pournader (29 September 2019), Proposal to encode an Arabic qaf with dot below (英語) |
| 14.0       | U+08C9..08D2                            | 10     | L2/19-306 | Roozbeh Pournader; Deborah Anderson (29 September 2019), Arabic additions for Quranic orthographies (英語) |
| 14.0       | U+08C9..08D2                            | 10     | L2/19-393 | Azzeddine Lazrek (4 December 2019), Comments about "Arabic additions for Quranic orthographies" proposition (英語) |
| 14.0       | U+08C9..08D2                            | 10     | L2/20-041 | Yannis Haralambous (9 January 2020), Comments on L2/19-306 Arabic additions for Quranic orthographies (英語) |
| 1.         |                                         |        |           | |